# Nyabarongo
Der Nyabarongo (auch Rukarara-Nyabarongo) ist einer der zwei längsten Quellflüsse des Nil. Er wird, analog zum „burundischen Quellfluss“ Luvironza-Ruvuvu, der „ruandische Quellfluss“ des Weißen Nil genannt.

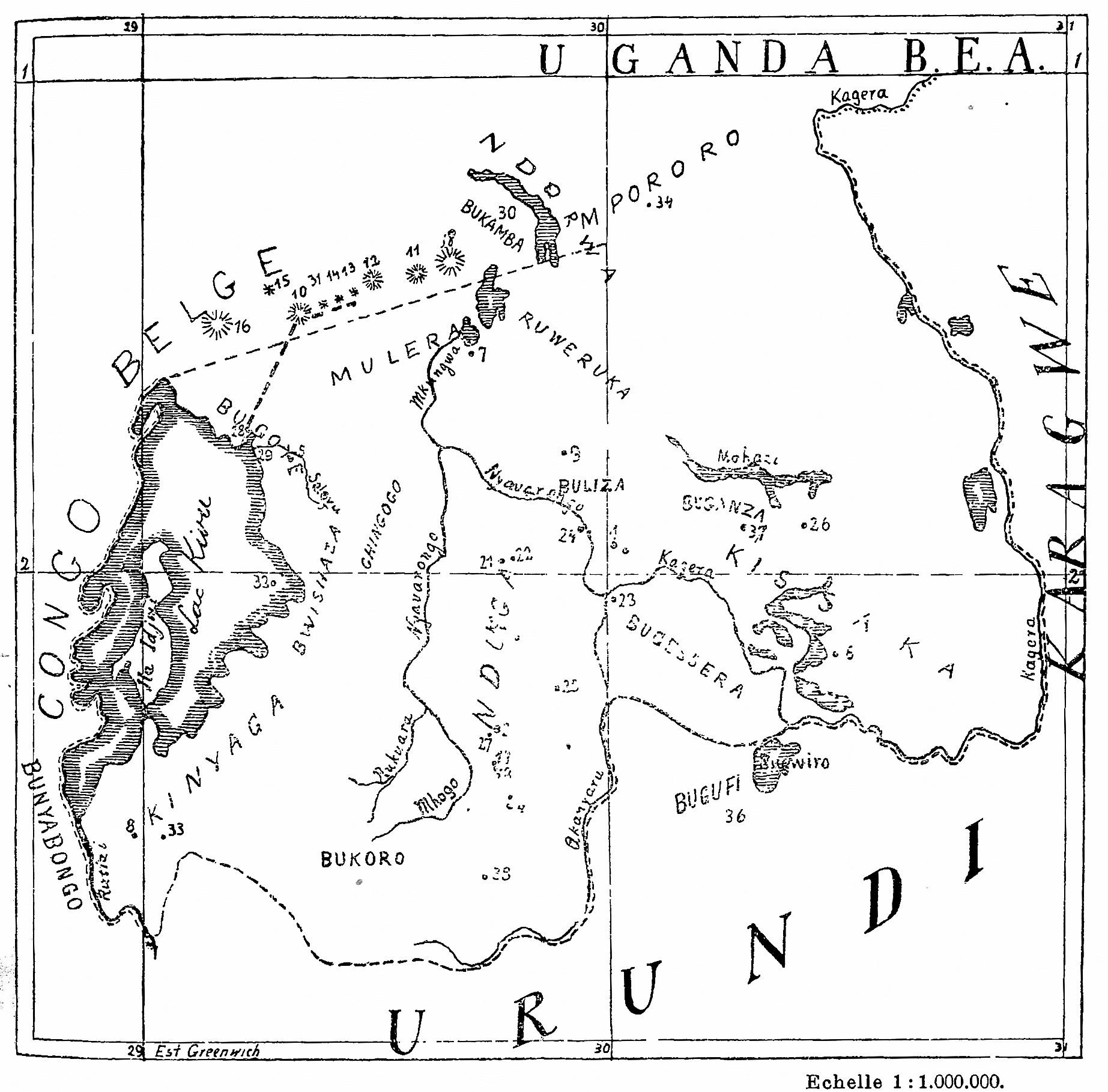
Verlauf des Nyabarongo auf einer Karte von 1912

## Verlauf
Der Nyabarongo entsteht durch den Zusammenfluss seiner beiden Quellflüsse Mbirurume und Mwogo 2 km südlich von einem Bwakira genannten Ort. Hierbei ist der Mwogo das längere Gewässer. Dieser wiederum hat als längsten Nebenfluss den Rukarara (französisch Source du Nil – Nilquelle), der 40 km südöstlich des Kiwusees im äquatorialen Ostafrika in einem Randgebirge Ruandas entspringt. Diese Quelle des Rukarara liegt auf einer Höhe von etwa 2.700 Metern im Naturpark Nyungwe-Wald, einem stark bewaldeten Gebirge, das den Ostrand des Kiwusees begleitet. Sie gilt nach heutigem Stand als mündungsfernste Quelle des Nils. Der Fluss wendet nach Norden, windet sich zwischen zwei Bergketten durch und nimmt den wasserreichen Mukungwa aus den Virunga-Vulkanen (bis 4507 m) auf. Hier schwenkt er auf Grund des Ostafrikanischen Grabenbruchs abrupt von Norden nach Südosten.
Nach diesem „geologischen Knick“, und um Zuflüsse aus den Viertausendern der Virunga-Vulkane vermehrt, steuert der Nyabarongo auf Kigali zu, umfließt dann westlich die ruandische Hauptstadt in einem Bogen von 5 bis 10 km Abstand. Südlich der Stadt, nach etwa 225 km in nördlicher und östlicher Richtung, vereinigt er sich in etwa 1500 m Seehöhe mit dem aus Burundi kommenden 165 km langen Akanyaru (Akanjaru). Ab hier kann er, ebenso wie der Akanyaru in seinem Unterlauf von Schiffen mit geringem Tiefgang befahren werden.
Der Nyabarongo setzt seinen Lauf an der Grenze von Ruanda und Burundi Richtung Südosten durch die Mugesera-Rugwero-Sümpfe fort und mündet schließlich, teils in Ruanda und teils in Burundi, in den Rugwero See (Lac Rweru). Die Mündung des Nyabarongo ist unmittelbar im Bereich des Abflusses des Sees. Er ist über Mündungsarme direkt mit dem abfließenden Kagera-Nil verbunden.

## Hydrometrie
Durchschnittliche monatliche Durchströmung des Nyabarongo (1965–1984) gemessen an der hydrologischen Station in Kanzenze in m³/s.
- Diagrammdaten:
- Definition |
- Rohdaten |
- Hilfe

## Namensgebung
Je nach Quelle werden die unterschiedlichen Abschnitte des Nyabarongo unterschiedlich bezeichnet. In manchen Quellen wird zum Beispiel der Rukarara als Nebenfluss des Mwogo genannt, der erst beim Zusammenfluss mit dem Mukungwa den Nyabarongo bildet. Oder im deutschen Koloniallexikon erhält der Kagera seinen Namen bereits am Zusammenfluss des Akanyaru mit dem Nyabarongo.

## Weiterer Abfluss als Nilquelle
Ab dem Verlassen des Rugwero See trägt der Fluss den Namen Akagera (auch Kagera). Er wendet sich abermals (diesmal nach Norden) und bildet über weitere 200 km die tansanische Grenze entlang der Akagera-Sümpfe und einer Reihe von Seen. Nach deren Passage knickt er am Dreiländereck zu Uganda scharf nach Osten ab, wo er den größten Zufluss des Viktoriasees bildet. Im Norden dieses zweitgrößten Süßwassersees der Erde (68.870 km²) formiert sich der Viktorianil, der sich später – auf seinem Lauf durch Uganda und den Südsudan – zum Bergnil und schließlich Weißen Nil verbreitern wird. Zu diesem neben dem Amazonas längsten Fluss der Erde (6.671 km) stellt der Rukarara-Nyabarongo den zweitlängsten Quellfluss dar.

## Geologie
Der Verlauf des Nyabarongo führt durch ein geologisch aktives Gebiet. Seine Quellen sich um den Rand des Ostafrikanischen Grabens – eine tausende Kilometer lange Geologische Störung, die weit in die Erdkruste hinab reicht. Der benachbarte Kiwusee entwässert allerdings nach Süden – über den Tanganjikasee – in das riesige Einzugsgebiet des Kongo, sodass sich nahe an den Quellen des Nyabarongo die Afrikanische Hauptwasserscheide befindet. Sie wurde im Jahr 1898 durch den Ostafrika-Forscher Richard Kandt auf der Suche nach den Nilquellen erkundet.
Auch der plötzliche extreme Richtungswechsel wird von Geologen auf die markante Tektonik bei der Entstehung des tiefen ostafrikanischen Grabenbruch-Systems zurückführt. Solche Laufänderungen durch geologische Störungslinien finden sich auch bei alpinen Flüssen, etwa an der Salzach und am Beginn des Rheingrabens.